# Borsonia jaffa
Borsonia jaffa é uma espécie de gastrópode do gênero Borsonia, pertencente a família Borsoniidae.